# Giampaolo Baglioni
Giampaolo Baglioni (Perugia, 1470 – Rome, 11 juni 1520) was een Italiaans condottiere en heer van Perugia.

## Biografie
Giampaolo was de zoon van Rodolfo Baglioni en Francesca di Simonetto. Als lid van de Baglioni familie vocht hij aanvankelijk veelal tegen de familierivalen, leden van de Oddi familie. Vanaf 1493 trad hij in dienst van de Republiek Florence. Nadat in 1500 de stad Perugia ingenomen was door Carlo Baglioni wist Giampaolo met hulp van Vitellezzo Vitelli de orde in de stad te herstellen.
Na eerst aan de zijde gevochten te hebben van Cesare Borgia, realiseerde Giampaolo zich al snel dat Cesares machtspolitiek een bedreiging zou kunnen vormen voor de stad Perugia. Hierop besloot hij vanuit Perugia andere Italiaanse staten voor zich te winnen. Hierin slaagde hij niet en werd hij aan het einde van 1502 gedwongen te vluchten voor de legers van Cesare Borgia. Uiteindelijk, mede door de dood van Cesares vader paus Alexander VI, slaagde Giampaolo erin Cesare te weerstaan.
Een periode van onafhankelijkheid voor de stad Perugia, waarin Giampaolo zich ook ontpopte als een wreed heerser, werd gevolgd door onderwerping aan de Kerkelijke Staat, toen paus Julius II in 1506 ten strijde trok tegen het opstandige Perugia. 
In dienst van Lorenzo II de' Medici als adviseur voor een oorlog tegen Urbino (1517) werd Giampaolo gedurende de strijd door Lorenzo ervan verdacht samen te spannen met de hertog van Urbino, Francesco della Rovere, voornamelijk door het feit dat een overwinning op Urbino uitbleef. Hierop riep Lorenzo de hulp in van paus Leo X, lid van de Medici familie. Na verschillende malen Giampaolo gesommeerd te hebben te verschijnen bij de paus, besloot Giampaolo pas in maart 1520 naar Rome te gaan. Bij aankomst werd hij direct gearresteerd en gevangengezet in de Engelenburcht. In de nacht van 11 juni 1520 werd hij op bevel van de paus onthoofd.
Giampaolo Baglioni werd begraven in de Santa Maria in Traspontina kerk te Rome.